# 膠球
在粒子物理学中，胶球是一种假想中的复合粒子，它仅仅由胶子组成，而不包含任何价夸克。胶子的这种特殊的束缚态是可能的，因为胶子带有色荷，因此能够通过强核力相互作用。因为胶球总是与其它普通的介子束缚态一同产生，所以其很难在粒子加速器中被探测到。理论研究表明通过现有的对撞机技术，人们完全有能力达到胶球能够被产生的能量水平。但是，由于上述的探测困难，直至2012年，胶球依然没有被观测到并确定地认证。

根据量子色动力学（QCD），胶球可以为两类，一类是常规胶球，具有与普通介子一样的常规量子数，另一类是奇特胶球，携带与普通介子不同的奇特量子数。基于QCD的要求，两胶子胶球的C宇称必定为正；三胶子胶球C宇称可正可负。奇异子（Odderon）C宇称为-1，与其对应的为坡密子（Pomeron）C宇称为+1。胶球是粒子物理标准模型中最重要的预测之一，是标准模型预测的唯一的总角动量（JPC）为2或3的粒子。

## 格点计算模拟结果
理论学家通过多种理论方案研究胶球问题，例如：格点QCD理论、库仑规范理论、流管模型、口袋模型、AdS／QCD和QCD求和规则等方法。理论上预言最轻的标量两胶子胶球（JPC=0++）的质量介于1~2 GeV之间，其他量子数胶球质量会高于2 GeV。
格点场论提供了一种从第一原则理论上研究胶球的能谱的方法。莫宁斯塔和皮尔登在1999年成功计算了QCD中的几种最轻的，没有动力学夸克的胶球。其中3中最轻的胶球如下表所示。动力学夸克的存在会轻微影响下表中的数据，但同时也会是计算更加困难。之后的QCD（格点和求和法则）计算发现最轻的胶球的质量的数量级应该在1000–1700 MeV范围之内。
| J P'C | 质量          |
| ----- | ------------- |
| 0++   | 1730 ±80 MeV  |
| 2++   | 2400 ±120 MeV |
| 0−+   | 2590 ±130 MeV |

## 候选粒子实验
粒子加速器实验通常能够识别的不稳定的复合粒子的精度约为10 MeV/c^2，但是并不能够精确的确定粒子的性质。在一些实验中有一些可能的粒子被检测到，但它们在一些研究中被认为是可疑的。尽管证据是不明确的，但一些候选的粒子共振态，可能是胶球。
矢量，伪矢量或张量胶球的候选粒子：
- X(3020)由BaBar国际协作观察到一个激发态的 2-+, 1+- or 1-- ，一个质量约 3.02 GeV/c^2的胶球。[1]

标量胶球的候选粒子：
- f0(500) 也被称为σ -- 这个粒子的性质或數據与1000 MeV或1500 MeV的胶球可能是一致的。[2]
- f0(980) -- 这种复合粒子的结构与光胶球的一致。[2]
- f0(1370) -- 这个共振态存在是有争议的，是一个胶球介子混合态的候选粒子。[2]
- f0(1500) -- 这种共振态的存在是无可争议，但是作为一个胶球介子态或纯胶球是不成立的。[2]
- f0(1710) -- 这种共振态的存在是无可争议，但是作为一个胶球介子态或纯胶球是不成立的。[2]

其它胶球的候选粒子：
在LEP实验的胶子喷柱表明胶球存在的理论预期超过40%。许多候选粒子已经至少经过十八年的积极研究。gluex实验计划开始于2014，是专门设计用来更明确产生胶球的实验证据。

## 最新进展
2021年3月5日，大型强子对撞机（LHC）的TOTEM合作组与费米实验室太电子伏质子加速器（Tevatron）的DØ合作组联合宣布发现了奇异子的实验证据，理论分析认为奇异子在正反质子散射和质子-质子散射过程中的贡献会不一样，现在，通过比较TOTEM质子-质子实验的弹性微分散射截面的结果和DØ正反质子实验，研究人员发现了奇异子的显著特征，首次探测到了奇异子存在的实验信号。由于实验测到的只是奇异子对微分散射截面的贡献，还不能确定它（们）的质量和其他量子数，甚至不能确定有几个奇异子对实验结果有贡献，研究者严谨地称此次实验结果只是间接证实了奇异子（胶球）的存在。

## 链接
- 奇异介子
- 胶X（英语：GlueX）
- 胶子
- 楊-米爾斯理論